# Défaillance de l'État
 (février 2018).
Si vous disposez d'ouvrages ou d'articles de référence ou si vous connaissez des sites web de qualité traitant du thème abordé ici, merci de compléter l'article en donnant les références utiles à sa vérifiabilité et en les liant à la section « Notes et références ».
Une défaillance de l'État est une situation où la puissance publique manque à ses obligations ou à ses devoirs, et, ainsi, provoque ou permet à des effets négatifs d'émerger ou de s'étendre. La défaillance étatique est symétrique à la défaillance du marché, qui, elle, désigne une allocation non optimale (ou non conforme au but affiché) des ressources.  

## Concept
Les défaillances des marchés incitent la puissance publique à réguler leur fonctionnement, et, aussi, à intervenir dans le système économique. Si ces interventions ont pour objectif de corriger les défauts des marchés dans l'allocation des ressources, elles peuvent aussi conduire à aggraver la situation. La state failure est par conséquent le pendant de la market failure. Arnaud Parienty remarque que l'environnement juridique et économique dans lequel évolue un Etat peut rendre sa régulation ou ses interventions économiques défaillantes, car « on constate en premier lieu une plus grande difficulté pour l’État d’imposer ses politiques du fait des transformations de l’environnement économique et juridique : mondialisation des marchés, qui permet aux acteurs privés d’échapper à la tutelle de l’État, limitée à un territoire ; multiplication des niveaux de décision politique ; fragilité financière des Étatsenvironnement favorable à l’activité des agents privés ? ».
La défaillance de l’État peut aussi se comprendre sans rapport avec le pourvoi par le marché de ressources. Il peut s'agir, plus simplement, d'une situation où la puissance publique n'agit pas comme elle devait le faire, en omettant d'agir ou en n'agissant pas, ou alors, en agissant de manière désorganisée. Le manquement de l’État à ce qui est perçu par certains comme une obligation primordiale, comme par exemple l'exigence d'équilibre budgétaire, peut être vu comme une défaillance.
Ce phénomène a été analysé, notamment, par l'école des choix publics, qui met l'accent sur les imperfections du marché politique et l'absence de coordination et les déficits d'information des décideurs publics.
L'expression de défaillance peut aussi être utilisée pour désigner les États faillis, qui sont des puissances publiques en décomposition, et dont l'autorité ne dépasse pas, généralement, la capitale du pays. André Cartapanis estime que « un État est [...] qualifié de défaillant lorsqu’il n’y a aucune autorité centrale en mesure d’assurer à titre exclusif l’exercice de la violence légitime au sein des frontières dudit pays et lorsqu’il n’assure pas le respect des droits de la personne et la satisfaction des besoins fondamentaux des populations ».